# Гринда, Николай Иванович
Николай Иванович Гринда (1928, Полтавский округ, Украинская ССР — неизвестно, Донецк) — бригадир горнорабочих очистного забоя шахты «Октябрьская» треста «Куйбышевуголь» комбината «Донецкуголь» Министерства угольной промышленности Украинской ССР, Донецкая область. Герой Социалистического Труда (1966).

## Биография
Родился в 1928 году в крестьянской семье в одном из сельских населённых пунктов Полтавского округа. В послевоенное время — горнорабочий очистного забоя на шахте «Октябрьская» треста «Куйбышевуголь». В последующем был назначен бригадиром комсомольско-молодёжной бригады горнорабочих.
Во время Семилетки (1959—1965) бригада под его руководством ежедневно выдавала на-гора до 1300 тонн угля. В последнем году этой пятилетки шахтёры показали мировой рекорд проходки. Указом Президиума Верховного Совета СССР от 29 июня 1966 года удостоен звания Героя Социалистического Труда за «выдающиеся заслуги в выполнении заданий семилетнего плана по развитию угольной и сланцевой промышленности и достижение высоких технико-экономических показателей в работе» с вручением ордена Ленина и золотой медали «Серп и Молот» (№ 11984).
В последующие годы его бригада из двух очистных забоев шахты за три года добыла 2 миллиона 170 тысяч тонн угля.
В 1966 году избирался делегатом XXIII съезда КПСС. 
После выхода на пенсию проживал в Донецке. Дата смерти не установлена.
Сочинения
- 2 млн. 170 тысяч тонн угля за три года из двух очистных забоев шахты «Октябрьская» [Текст] : (Опыт работы бригад Н. И. Гринды и А. М. Пшеничного, шахта «Октябрьская» треста «Куйбышевуголь» комбината «Донецкуголь») / Н. И. Гринда, А. М. Пшеничный. — Москва : [б. и.], 1969. — 42 с. : ил.; 20 см.